# Papelógrafo

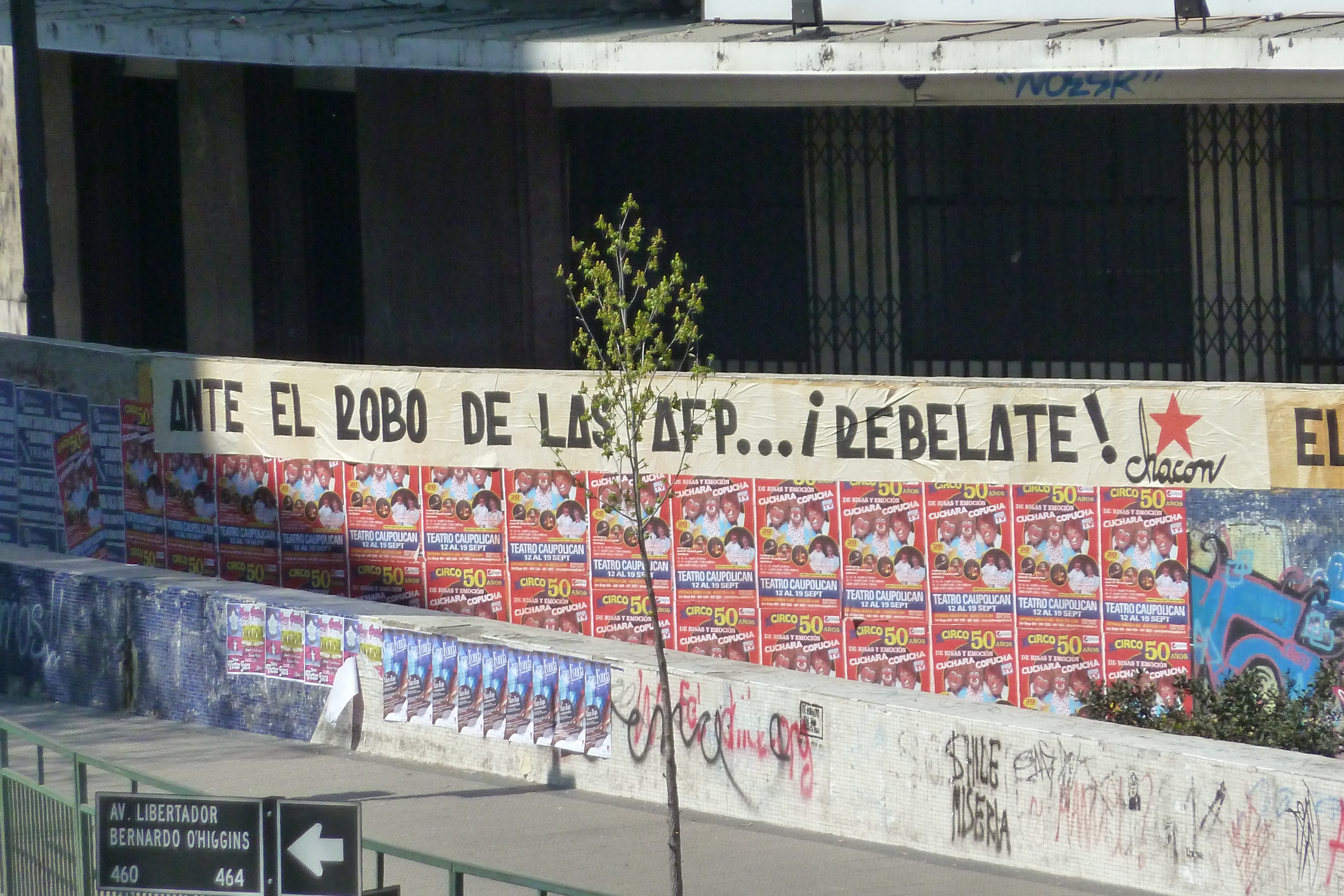
Papelógrafo de la brigade Chacón, à Santiago du Chili

En espagnol, un papelógrafo est un synonyme de paperboard. Au Chili, le papelógrafo est aussi une forme particulière d’affiche revendicative, qui consiste en un rouleau de papier de plusieurs mètres de long et d’un mètre de haut environ, portant un slogan, parfois ornée d’une peinture, et collée clandestinement sur un mur bordant une rue ou un espace public.

## Origine du papelógrafo
L'origine du papelógrafo s'inscrit dans l'histoire de l'expression murale au Chili. Les expressions murales apparaissent au Chili à la fin des années 1960, afin de contester le monopole de l’expression de l’opinion publique par les médias,. Il s'agit alors d'une continuité avec le muralisme mexicain. 
Les messages sont alors peints directement sur les murs des rues, par des groupes organisés d’une dizaine de personnes nommés brigade, en quelques minutes pour échapper à la police. Les deux principales brigades, qui se font concurrence, sont la Brigada Ramona Parra, dont les membres sont en général également membres des jeunesses du PC (sans que le PC ne dirige la brigade) et la Brigade Elmo Catalan (proche du PS). Ils rivalisent d’imagination dans les slogans, et l’aspect artistique des muraux. Le gouvernement d’Unité populaire encourage cette forme d’expression (1970-1973) : de véritables fresques sont créées, comme celle racontant l’histoire du mouvement ouvrier chilien sur les rives du Mapocho.
Les brigades sont interdites après le coup d'État de Pinochet, le 11 septembre 1973 ; les peintures existantes sont effacées ou recouvertes. Mais dans les années 1980, les peintures renaissent pour raconter l’histoire de la dictature, du coup d’État et les crimes du régime. Les visages des disparus sont également une source d‘inspiration. De nombreuses brigades sont alors créées. La technique a changé depuis les années 1970 : les lettres des messages sont peintes sur une bande de papier dans un atelier, puis la bande de papier est roulée, transportée jusqu’au lieu où elle doit être collée. Pendant que quelques membres de la brigade font le guet, le mur est nettoyé, et dès qu’il est encollé sur quelques  mètres, le collage du papelografo commence. Les supports choisis sont les murs des chantiers ou des rues passantes (dont l’Alameda, principale avenue de Santiago, ou la panaméricaine),. Les brigades étaient alors exclusivement de gauche ; les partis de droite en font un usage limité depuis les années 1990.

## Brigades utilisant le papelógrafo
La plus connue des brigades actuelles réalisant des papelógrafo est la brigade Juan Chacón Corona, qui a choisi de revenir aux peintures de slogans et d’abandonner les peintures figuratives. Elle est créée à la fin des années 1980, au moment de l’affaire de fruits chiliens contenant du cyanure. Le ministre Caceres accusant le PC d’être responsable, la brigade affiche son premier message : « Caceres ment ».
Un des fondateurs de la Chacón, Danilo Bahamondes, ancien membre de la Brigade Ramona Parra, est chargé de 1989 à 1997 de la Chacón au sein du PC. Quand il quitte le PC, il crée une Chacón alternative,. La Chacón signe d’une étoile noire et du nom de la brigade. Elle utilise une typographie garantissant une lisibilité maximale à grande distance.

## Sources
1. 1 2 3 4 5  Le Tigre, « Les brigades Chacón », Le Tigre, mis en ligne le 29 janvier 2008 , consulté le 12 décembre 2009
2. 1 2 3 4 5 6 7 8 9 10 11  Antonia Garcia Castro, « Les murs comme support du politique : la brigade Chacón au Chili (1989-1997) », Cultures et conflits no 57, printemps 2005, ISSN 1157-996X, article sous licence Creatives Commons, p 259-275